# NGC 5219
NGC 5219 (другие обозначения — NGC 5244, ESO 270-23, MCG -7-28-7, IRAS13356-4536, PGC 48236) — спиральная галактика (Sb) в созвездии Центавр.
Этот объект занесён в новый общий каталог несколько раз, с обозначениями NGC 5219, NGC 5244.
Этот объект входит в число перечисленных в оригинальной редакции «Нового общего каталога».